# کرستاتس (سینیتسا)
کرستاتس (به صربی: Krstac) یک منطقهٔ مسکونی در صربستان است که در سینیتسا واقع شده‌است. کرستاتس ۳۰ نفر جمعیت دارد.